# Norderney
Norderney (východofrískou dolnoněmčinou Nörderneei) ležící mezi ostrovy Juist a Baltrum v Severním moři je patrně nejmladší z velkých Východofríských ostrovů. Administrativně jej celý zabírá stejnojmenná obec a náleží ke spolkové zemi Dolní Sasko v SRN, předtím byl postupně součástí Východofríského knížectví, Hannoverského království a Pruska.
Podle dnešních názorů vznikl Norderney odštěpením od ostrova Buise (mezitím zaniklého) krátce před rokem 1398, kdy je poprvé uváděn v listině. Nasvědčovalo by tomu jeho tehdejší jméno Osterende, které lze chápat jako „východní konec“ ostrova Buise, i pozdější pojmenování Norder Neye Oog, tedy Nordenský nový ostrov. Od 17. století, kdy lze vývoj Norderney sledovat systematicky, se plocha ostrova více než zdvojnásobila (dnes jeho délka činí asi 14 km, šířka místy až 2 km a celková rozloha 26 km2).

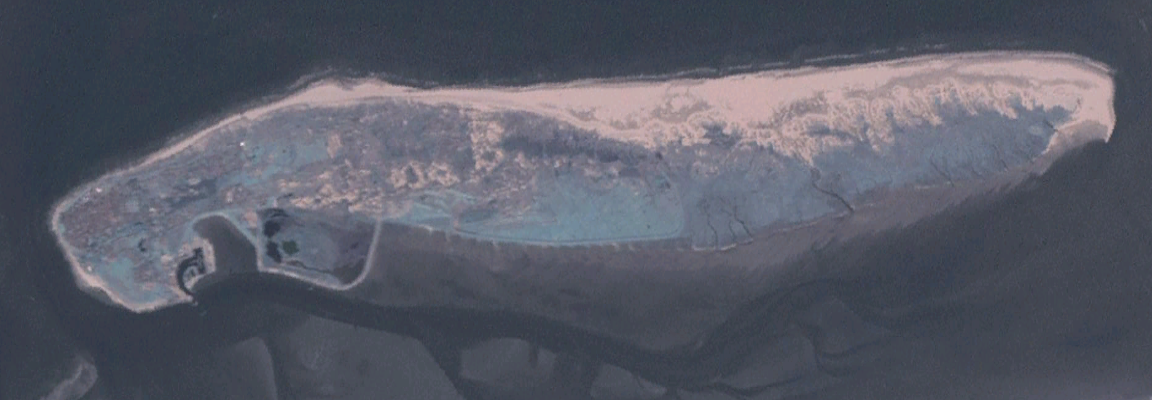
Norderney

Norderney je podobně jako ostatní Východofríské ostrovy tvořen převážně písečnými dunami, které jsou na nejvyšších místech zhruba 20 m vysoké. Pláž není tak široká jako např. na Juistu, ale přesto zaujímá podstatnou část ostrovní plochy. Od roku 1797, kdy se východofríští stavové usnesli, že na Norderney zřídí mořské lázně, je lokalita centrem turistiky – ke zdejším návštěvníkům patřily tak významné osobnosti německé politiky a kultury jako např. Heinrich Heine, Otto von Bismarck, Theodor Fontane či Gustav Stresemann. Hostem na Norderney byl i pražský spisovatel Franz Kafka.
V obci na západním okraji ostrova, v níž žije zhruba 6000 obyvatel, se dochovaly četné hotely z přelomu 19. a 20. století, kdy se zde scházela urozená společnost (již tehdy činil počet návštěvníků přibližně 25 000 ročně). Na rozdíl od většiny Východofríských ostrovů povoluje Norderney na svém území provoz automobilů, které převážejí trajekty z přístavu v Norddeichu.